# Goodreads
Goodreads je društvena mreža za ljubitelje knjiga.

## Značajke
Goodreads je besplatan. Svi posjetitelji stranica mogu se besplatno registrirati. Korisnici mogu pretraživati bogat katalog i stvarati svoje vlastite virtualne police s knjigama. Kada se povežu s prijateljima, mogu vidjeti njihove police i knjige. Knjige se mogu ocjenjivati ocjenama od 1 do 5, a ocjeni se može prema želji priložiti i recenzija, komentirati knjigu, raspravljati s drugim korisnicima itd. S obzirom na ocjene i raspored knjiga na policama, Goodreads automatski nudi preporuke za čitanje, pomažući tako korisnicima da otkriju druge slične knjige koje bi im se mogle svidjeti. Postavke privatnosti omogućuju korisnicima da njihove aktivnosti budu javno vidljive, ili da budu vidljive samo prijateljima, a raditi se može i pod odabranim nadimkom tj. u potpunoj anonimnosti.

Korisnici mogu sudjelovati i u zabavnim kvizovima, odgovarati na pitanja i sastavljati pitanja iz knjiga koje su pročitali. Autori knjiga također imaju svoju stranicu na kojoj je moguće naći kratak životopis i djela. Te stranice također uređuju registrirani korisnici, osim u slučaju živućih autora koji su prisutni na Goodreadsu i sami uređuju svoje stranice. Svojim načinom rada Goodreads je mnogim autorima omogućio put do šire publike diljem svijeta, a ljubiteljima knjiga olakšao pronalaženje nove literature.

Postoji i mogućnost povezivanja korisničkog profila s društvenim mrežama kao što su Facebook, Pinterest, Twitter i druge.

### Goodreads Choice Awards
Goodreads svake godine nominira knjige za godišnju nagradu Goodreadsovih korisnika, no čitatelji i sami mogu nominirati knjige. Svi registrirani korisnici mogu glasovati za nominirane knjige nastale u tekućoj godini. Nagrade se dodjeljuju po žanrovima.